# 七條站
七條站（日语：／ Shichijō eki */?）是位於日本京都府京都市東山區，屬於京阪電氣鐵道京阪本線的鐵路車站。車站編號為KH37。

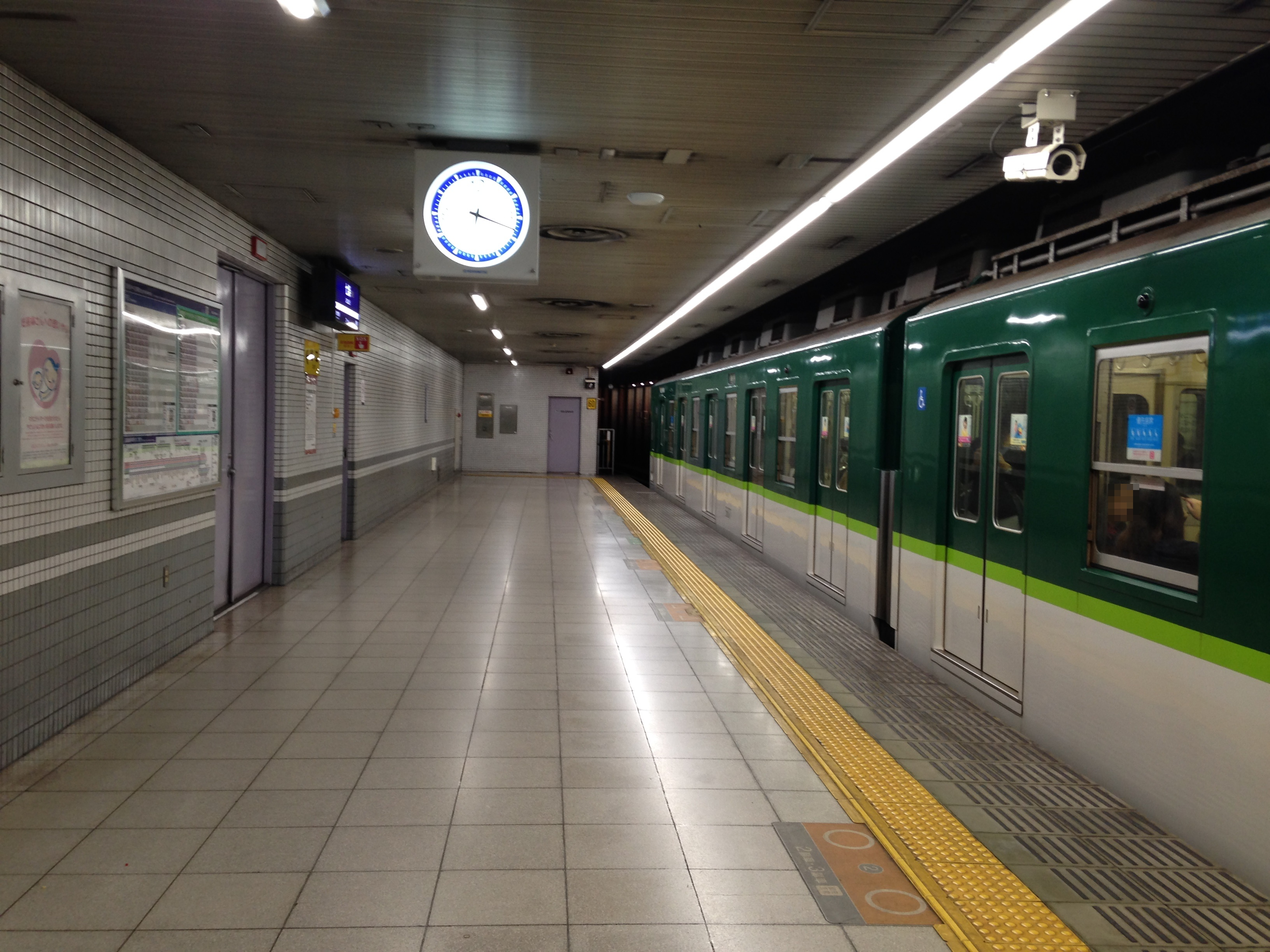
月台（2015年9月）

## 車站結構
本站為對向式月台2面2線的地底車站。

### 月台配置
| 月台 | 路線     | 方向 | 目的地                               |
| ---- | -------- | ---- | ------------------------------------ |
| 1    | 京阪本線 | 上行 | 三條、出町柳方向                     |
| 2    | 京阪本線 | 下行 | 中書島、枚方市、淀屋橋、中之島線方向 |

※兩個月台的有效長度為8節。

## 使用情況
2018年（平成30年）度1日平均上下車人次為15,638人。近年1日上下、上車人次如下表。
| 年度   | 上下車人次 | 上車人次 |
| ------ | ---------- | -------- |
| 2008年 | 14,596     | 7,310    |
| 2009年 | 14,356     | 7,038    |
| 2010年 | 14,348     | 7,173    |
| 2011年 | 14,822     | 7,172    |
| 2012年 | 14,001     | 6,948    |
| 2013年 | 13,353     | 6,868    |
| 2014年 | 18,931     | 9,553    |
| 2015年 | 17,816     | 8,858    |
| 2016年 | 13,788     | 6,690    |
| 2017年 | 20,830     | 10,140   |
| 2018年 | 15,638     | 7,729    |

## 相鄰車站
京阪電氣鐵道
 京阪本線
■快速特急「洛樂」
京橋（KH04）－七條（KH37）－祇園四條（KH39）
■特急、□Liner（只限平日）、■通勤快急（只限平日下行）、■快速急行
丹波橋（KH30）－七條（KH37）－祇園四條（KH39）
■急行
伏見稻荷（KH34）－七條（KH37）－清水五條（KH38）
■通勤準急（只限平日下行）、■準急、■普通
東福寺（KH36）－七條（KH37）－清水五條（KH38）

## 外部連結
- 七條 - 京阪電氣鐵道